# Berkan
Berkan är ett tyg tätvävt i tuskaft av en blandning av gethår och ull. Tyget kallas ibland perkan. På italienska kallas tyget barracano.